# Rush (álbum de Rush)
Rush es nombre del primer álbum grabado en estudio por la banda canadiense de rock Rush . Fue lanzado al mercado en Canadá en marzo y en Estados Unidos en julio de 1974. No tuvo lanzamiento en América Latina, pero algunas canciones como Working Man sonaron en las principales emisoras roqueras de Brasil, México, Argentina, Venezuela, Colombia, Chile y Perú. Fue reeditado en disco compacto con sonido remasterizado en 1997.

## Influencias
Este álbum contiene una influencia notoria de las principales bandas británicas de heavy metal y blues que sonaban en ese momento, como Led Zeppelin y Cream, de las cuales los miembros de Rush, especialmente Alex Lifeson y Geddy Lee, son admiradores. Esta influencia puede escucharse notoriamente en todas las canciones del álbum, lo que lo convierte en una de las joyas musicales de su época.

## Historia
Debido a lo estrecho del presupuesto para grabación, las sesiones de esta se programaron en los tiempos desocupados que tenía el estudio, que generalmente eran a altas horas de la noche, por lo cual tenían una tarifa menor. Esto ha sido un hecho bastante común en varias bandas roqueras (de hecho, Queen se vio forzado a hacer lo mismo para la grabación de su primer álbum). La banda no resultó satisfecha con el trabajo del productor original, Dave Stock, por lo que el mánager Ray Danniels terminó contratando -por 9.000 dólares adicionales- a Terry Brown, cuyo trabajo de remezcla mejoró notablemente la calidad del sonido.
Originalmente, el álbum se editó bajo el patrocinio de la empresa canadiense Moon Records con una producción de sólo 1000 copias. Una de ellas llegó a poder de Donna Halper, una DJ de la emisora WMMS de Cleveland, Ohio, quien seleccionó el tema Working Man para rotarlo regularmente durante su programa. El tema fue tan exitoso que la cantidad de llamadas recibidas por el programa llamó la atención de los ejecutivos de Mercury Records, quienes firmaron a Rush y procedieron a reeditar el álbum en los Estados Unidos, donde caló bastante bien: alcanzó la categoría de disco de oro en ventas el 1 de febrero de 1975.
El baterista original, John Rutsey, se retiró de la banda un mes antes de salir de gira por algunas ciudades de Canadá y Estados Unidos, citando problemas de salud y molestias por lo apretado de la agenda. Este hecho ciertamente marcó un antes y un después en la carrera de la banda: el nuevo baterista, Neil Peart, le dio un cariz muy diferente tanto al sonido como a la composición lírica de Rush. Irónicamente, de acuerdo con declaraciones del propio Rutsey, él habría escrito la letra de varias de las canciones del álbum, pero al parecer éstas se le traspapelaron, obligando a Lee y Lifeson a reescribir apresuradamente material nuevo para poder culminar las grabaciones.
Como anécdota, el diseño original del logo de la banda era en color rojo, pero por errores de impresión, apareció con una tonalidad rosada, lo cual le agregó un toque psicodélico a la carátula.

## Canciones
Todas las letras compuestas por Geddy Lee.
Lado A
1. "Finding My Way" – 5:06
2. "Need Some Love" – 2:19
3. "Take a Friend" – 4:24
4. "Here Again" – 7:35

Lado B
1. "What You're Doing" – 4:22
2. "In the Mood" – 3:34
3. "Before and After" – 5:34
4. "Working Man" – 7:10

## Músicos
- Geddy Lee – voz y bajo.
- Alex Lifeson – guitarra y coros.
- John Rutsey – batería y percusión.